# Драгилев, Михаил Михайлович
Михаил Михайлович Драгилев (12 августа 1922; РСФСР, СССР, Россия, Ленинград — 16 февраля 2020; Ростов-на-Дону) — советский и российский учёный-математик, доктор физико-математических наук (1977), профессор (1988) РГУ и ЮФУ (с 2006).

## Биография
Родился 12 августа в Ленинграде.
В 1951 году окончил физико-математический факультет Ростовского университета. С 1951 по 1958 год преподавал в Новочеркасском инженерно-мелиоративном институте. С 1958 года работал на кафедре высшей математики в Ростовском институте сельскохозяйственного машиностроения. С 1965 года работал в Ростовском университете на механико-математическом факультете. С 1979—1988 года был заведующим кафедрой методов теории функций комплексного переменного и с 1988 года стал профессором кафедры теории функций и функционального анализа.
Кандидатскую диссертацию «Некоторые вопросы теории базиса пространства аналитических функций» защитил в 1959 году, а также докторскую диссертацию «Базисы в пространствах Кете» защитил в 1977 году. Учёное звание профессора было присвоено в 1979 году.
Основное направление научной работы: теория базиса в локально выпуклых пространствах. Главное научное достижение, получившее впоследствии развитие в трудах его учеников, а также известных зарубежных математиков, — постановка и частичное решение проблемы единственности базиса.
Являлся автором свыше 50-ти научных работ, среди которых «Каноническая форма базиса пространства аналитических функций», «О правильных базисах в ядерных пространствах», в том числе монографии «Теория базиса в пространствах Кете» и учебного пособия «Лекции по теории вероятностей» (2002 года).
Подготовил 1-го доктора и 3-х кандидатов наук.
Ушёл из жизни 16 февраля 2020 года в Ростове-на-Дону.

## Звания и награды
- Орден Красной Звезды
- Медаль «За оборону Ленинграда»
- Медаль «За победу над Германией в Великой Отечественной войне 1941—1945 гг.»